# Robin Buffet
Robin Buffet (Annecy, 14 ottobre 1991) è un ex sciatore alpino francese.

## Biografia
Attivo in gare FIS dal novembre del 2006, Buffet ha esordito in Coppa Europa il 21 gennaio 2009 a Courchevel in slalom speciale e in Coppa del Mondo il 24 gennaio 2012 a Schladming nella medesima specialità, in entrambi i casi senza completare la prova. Sempre in slalom speciale il 16 dicembre 2015 ha colto a Obereggen la sua prima vittoria, nonché primo podio, in Coppa Europa, ha ottenuto il miglior piazzamento in Coppa del Mondo, il 15 gennaio 2017 a Wengen (9º), e ha gareggiato ai Mondiali di Sankt Moritz 2017, sua unica presenza iridata, classificandosi 18º.
Il 9 dicembre 2019 ha conquistato a Santa Caterina Valfurva in combinata la sua ultima vittoria, nonché ultimo podio, in Coppa Europa; si è ritirato al termine della stagione 2019-2020 e la sua ultima gara è stata la combinata di Coppa del Mondo disputata il 1º marzo a Hinterstoder, non completata da Buffet.

## Palmarès

### Coppa del Mondo
- Miglior piazzamento in classifica generale: 90º nel 2017

### Coppa Europa
- Miglior piazzamento in classifica generale: 4º nel 2016
- Vincitore della classifica di slalom speciale nel 2016
- Vincitore della classifica di combinata nel 2020
- 7 podi:
  - 4 vittorie
  - 2 secondi posti
  - 1 terzo posto

#### Coppa Europa - vittorie
| Data             | Località                | Paese   | Specialità |
| ---------------- | ----------------------- | ------- | ---------- |
| 16 dicembre 2015 | Obereggen               | Italia  | SL         |
| 4 gennaio 2016   | Val-Cenis               | Francia | SL         |
| 17 marzo 2016    | La Molina               | Spagna  | SL         |
| 9 dicembre 2019  | Santa Caterina Valfurva | Italia  | KB         |

Legenda:

SL = slalom speciale

KB = combinata

### South American Cup
- Miglior piazzamento in classifica generale: 11º nel 2011
- 3 podi:
  - 1 vittoria
  - 2 secondi posti

#### South American Cup - vittorie
| Data              | Località             | Paese     | Specialità |
| ----------------- | -------------------- | --------- | ---------- |
| 17 settembre 2019 | Ushuaia Cerro Castor | Argentina | SL         |

Legenda:

SL = slalom speciale

### Campionati francesi
- 2 medaglie:
  - 1 argento (slalom speciale nel 2018)
  - 1 bronzo (combinata nel 2019)